# تمپیلتون
تمپیلتون (به انگلیسی: Templeton) یک منطقهٔ مسکونی در بریتانیا است که در Pembrokeshire واقع شده‌است.